# Sphiggurus mexicanus
Sphiggurus mexicanus là một loài động vật có vú trong họ Erethizontidae, bộ Gặm nhấm. Loài này được Kerr mô tả năm 1792.

## Hình ảnh

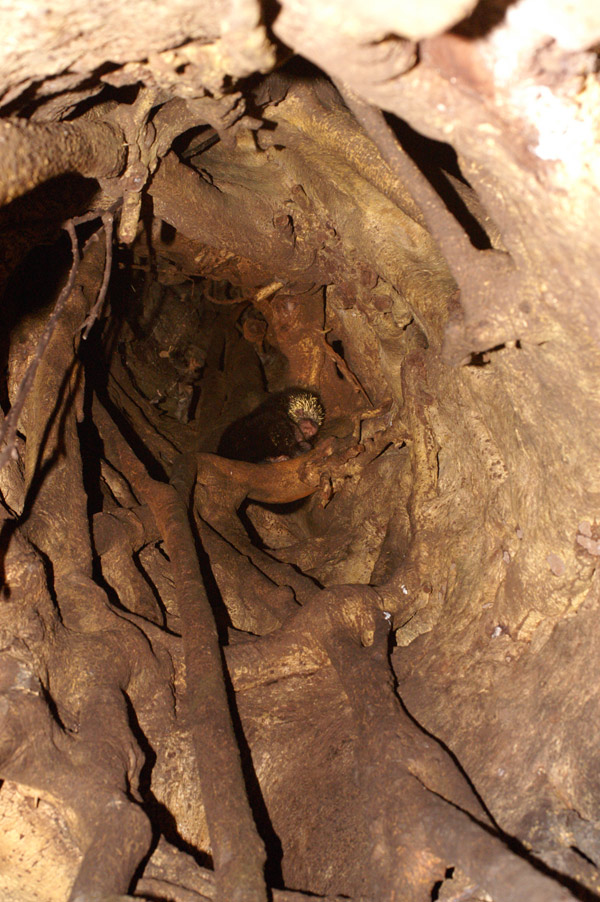